# 007 카지노 로얄 (1967년 영화)
《007 카지노 로얄》(영어: Casino Royale)은 1967년 개봉한 영국, 미국의 스파이 코미디 영화이다. 이언 플레밍의 동명 소설이 영화의 원작이다. 정식 007 시리즈에 포함되지 않는 작품이다.

## 줄거리
20년 전 은퇴한 전설적인 영국 스파이 제임스 본드 007 경은 영국 MI6의 수장인 M, CIA 대표 랜섬, KGB 대표 스메르노프, 르 그랑 대표의 방문을 받는다. 네 사람은 본드에게 요원들을 제거하고 있는 SMERSH를 처리하기 위해 은퇴에서 벗어나 줄 것을 간청하지만, 본드는 거부하고 M에게 다른 현장 요원들에게 계속 자신의 이름을 사용하는 것을 질책한다. M은 본드의 저택을 파괴하는 박격포 공격을 명령하지만, 그 과정에서 자신도 죽음을 맞이한다.
본드는 M의 유해(가발)를 스코틀랜드에 있는 M의 미망인 레이디 피오나 맥타리에게 돌려준다. 그러나 실제 레이디 피오나는 SMERSH의 요원 미미로 교체되었고, 저택은 진정한 본드의 "독신 이미지"를 파괴하려는 시도로 아름다운 여성들로 채워졌다. 여성들은 본드를 유혹하는 데 실패하고, 미미는 본드에게 감명받아 그를 향한 음모를 막는 것을 돕고 수녀원에 들어간다. 런던으로 돌아온 본드는 MI6의 수장으로 임명된다.
본드는 전 세계의 요원들이 성관계를 거부할 수 없다는 이유로 SMERSH에 의해 살해되고 있으며, 본드가 은퇴했을 때 "제임스 본드"라는 이름을 부여받은 성 도착자가 TV에서 일하기 시작했다는 말을 듣는다. SMERSH를 혼란시키고 그들의 마스터플랜을 폭로하기 위해 본드는 모든 MI6 요원에게 "제임스 본드 007"이라는 코드명을 부여하고, 남성 요원들이 여성의 접근을 무시하도록 훈련하는 엄격한 프로그램을 만든다. 머니페니는 가라테 전문가인 쿠퍼를 모집하고, 디테이너로 알려진 이국적인 요원을 만난다. 본드는 은퇴한 백만장자 요원인 베스퍼 린드를 고용하여 바카라 전문가 에블린 트렘블을 모집한다. 그는 SMERSH의 돈을 횡령하고 처형되기 전에 자신의 절도를 은폐하려고 필사적인 SMERSH 요원 르 쉬프를 이기기 위해 그를 사용할 계획이다.
요원 미미의 단서를 따라 본드는 사이가 틀어진 딸 마타 본드에게 서베를린으로 가서 실제로는 SMERSH 훈련 센터인 국제 어머니 돕기(International Mothers' Help)라는 오페어 서비스에 잠입하라고 지시한다. 마타는 르 쉬프의 또 다른 돈벌이 계획인 "미술 경매"에서 미국, 소련, 중국, 영국의 군 지도자들의 타협적인 사진을 판매하려는 계획을 밝혀낸다. 마타는 사진을 파괴하여 르 쉬프에게 바카라만이 남은 유일한 선택지가 된다.
에블린은 유혹적인 SMERSH 요원 미스 굿타이즈가 그를 무력화하려는 시도를 막는 베스퍼와 함께 카지노 로얄에 도착한다. 그날 밤 늦게 카지노에서 에블린은 르 쉬프가 적외선 선글라스를 사용하여 속임수를 쓰고 있음을 깨닫는다. 베스퍼는 선글라스를 훔쳐 에블린이 르 쉬프를 이길 수 있게 한다. 베스퍼는 카지노 밖에서 납치된 것으로 보이며, 에블린도 그녀를 추적하다 납치된다. 이기는 수표에 필사적인 르 쉬프는 환각제를 사용하여 에블린을 고문한다. 베스퍼는 에블린을 구출하지만 나중에 그를 죽이고, SMERSH 요원들은 르 쉬프를 죽인다.
런던에서 마타는 거대한 비행접시에 의해 SMERSH에 납치되고, 제임스 경과 머니페니는 그녀를 구하기 위해 카지노 로얄로 간다. 그들은 카지노가 사악한 노아 박사가 운영하는 거대한 지하 본부 위에 위치하고 있음을 발견하는데, 노아 박사는 제임스 경의 조카이자 SMERSH로 전향한 전 MI6 요원 지미 본드로 밝혀진다. 지미는 모든 여성을 아름답게 만들고 4피트 6인치|m|abbr=on 이상 키가 큰 모든 남성을 죽여 자신을 모든 여성을 유혹하는 "큰 남자"로 만들려는 생물학전 계획을 밝힌다. 지미는 또한 디테이너를 붙잡았고, 그녀를 자신의 파트너가 되도록 설득하려고 한다. 그녀는 마지못해 동의하지만, 그가 자신의 핵 시한폭탄 알약 중 하나를 삼키게 하여 그를 움직이는 핵폭탄으로 만들려는 속셈이었다.
제임스 경, 머니페니, 마타, 쿠퍼는 감방에서 탈출하여 카지노 감독 사무실로 돌아와 싸우는데, 제임스 경은 베스퍼가 이중 스파이임을 밝혀낸다. 카지노는 비밀 요원들로 넘쳐나고 전투가 벌어진다. 미국과 프랑스의 지원이 도착하여 혼란을 더한다. 한편, 지미는 일련의 딸꾹질을 세는데, 각 딸꾹질은 그를 파멸에 더 가깝게 만든다. 핵 알약이 폭발하여 카지노 로얄과 그 안에 있던 모든 사람들을 죽인다. 제임스 경과 그의 요원들은 천국에 나타나고, 지미는 지옥으로 떨어진다.

## 출연

### 주연
- 피터 셀러스
- 우슬라 안드레스
- 데이빗 니븐
- 오손 웰즈
- 조안나 페테
- 달리아 라비
- 우디 앨런

### 조연
- 데보라 카
- 윌리엄 홀든
- 샤를르 보와이에
- 존 휴스턴
- 커트 카스즈너
- 조지 래프트
- 쟝 뽈 벨몽도

## 기타
- 원작자: 이안 플레밍
- 프로듀서: 배리 멜로즈
- 프로듀서: 더글러스 피어스
- 협력프로듀서: 존 다크
- 조감독: 로이 베어드
- 조감독: 안소니 스퀴어
- 미술: 마이클 스트링거
- 특수효과: 리처드 윌리엄스
- 의상: 줄리 해리스
- 배역: 모드 스펙터

## 같이 보기
- 007 카지노 로얄 (2006년 영화)